# Trần Văn Độ (Thái Bình)
Trần Văn Độ (sinh năm 1955) là một sĩ quan cấp cao trong Quân đội nhân dân Việt Nam, hàm Thiếu tướng.

## Cuộc đời
Trần Văn Độ sinh năm 1955 ở xã Vũ Lăng, huyện Tiền Hải, tỉnh Thái Bình. Ông nhập ngũ tháng 12 năm 1972, công tác ở C51 Tỉnh đội Thái Bình, được điều về Quân khu 3.
Năm 1975, ông được kết nạp vào Đảng Cộng sản Việt Nam. Năm 1976, ông học Trường Sĩ quan Chính trị. Năm 1977, học Cử nhân ở Học viện Chính trị Quốc gia Hồ Chí Minh, ngành Xây dựng Đảng.
Năm 1981, ông tốt nghiệp, thụ phong quân hàm Trung úy, công tác ở trường Sĩ quan Lục quân đến năm 1995. Năm 1984, ông tham gia chiến đấu ở mặt trận biên giới phía bắc.
Năm 1995, ông học Nghiên cứu sinh ở Học viện Chính trị. Năm 2003, là Phó Sư đoàn trưởng Sư đoàn 10 Quân đoàn 3.
Năm 2004, ông công tác ở Học viện Lục quân. Năm 2008, làm Phó Cục trưởng Cục Chính trị Quân khu 5. Năm 2009, được bổ nhiệm làm Phó Chính ủy Học viện Lục quân.
Ông nghỉ hưu năm 2016, hưởng lương Trung tướng.

## Lịch sử thụ phong quân hàm
| Quân hàm |          |           |        |             |  |  |  |  |  |  |  |
| Cấp bậc  | Trung úy | Thượng tá | Đại tá | Thiếu tướng |  |  |  |  |  |  |  |
|          |          |           |        |             |  |  |  |  |  |  |  |

## Tặng thưởng
- Huân chương Bảo vệ Tổ quốc hạng Nhất
- Huân chương Chiến công hạng Nhất
- Huân chương Quân kỳ Quyết thắng
- Huân chương Chiến sĩ vẻ vang hạng Nhất, Nhì, Ba
- Huy hiệu 40 năm tuổi Đảng